# Unter Verdacht: Hase und Igel
Hase und Igel ist ein deutscher Fernsehfilm von Ed Herzog aus dem Jahr 2007. Es handelt sich um die neunte Episode der ZDF-Kriminalfilmreihe Unter Verdacht mit Senta Berger als Dr. Eva Maria Prohacek in der Hauptrolle.

## Handlung
Der Vorgesetzte Claus Reiter der Abteilung 411 trifft in seinem Büro seinen ehemaligen Kollegen Thomas Sell an, der Hauptkommissar des Dezernats für Wirtschaftskriminalität war. Damals bewarb sich Sell auf die Stelle als Kommissariatsleiter, die Reiter bekam, weil Sell wegen Mordes an der Fahnderin Sabine Pfeiffer verurteilt wurde, und ausgerechnet Claus Reiter ermittelte damals gegen ihn. Thomas Sell eröffnet seinem einstigen Kollegen, dass er zu Unrecht eingesessen hat. Seine Frau und sein Sohn haben seit nunmehr 13 Jahren den Kontakt gänzlich abgebrochen. Dr. Eva Maria Prohacek und ihr Assistent André Langner lassen den alten Fall von 1993 noch einmal neu aufrollen und prüfen auch die Aussagen und Ermittlungen ihres Vorgesetzten Reiter, der sich daraufhin sofort krankschreiben lässt, um eine Beurlaubung zu umgehen.

## Hintergrund
Der Film wurde vom 19. September 2006 bis zum 24. Oktober 2006 in München und Umgebung gedreht. Die Folge wurde am 10. August 2007 um 20:15 Uhr auf arte erstausgestrahlt.

## Kritik
Die Kritiker der Fernsehzeitschrift TV Spielfilm vergaben dem Film die bestmögliche Wertung, sie zeigten mit dem Daumen nach oben. Sie konstatierten: „Krimiperle mit viel Atmosphäre und Senta Berger“.